# Chipping Sodbury
Chipping Sodbury is een plaats in het bestuurlijke gebied South Gloucestershire, in het Engelse graafschap Gloucestershire. De plaats telt 5.066 inwoners.